# Gömür Mineral Bulagları
Gömür Mineral Bulagları är en källa i Azerbajdzjan.   Den ligger i distriktet Nachitjevan, i den sydvästra delen av landet, 400 km väster om huvudstaden Baku. Gömür Mineral Bulagları ligger 2 279 meter över havet.
Terrängen runt Gömür Mineral Bulagları är kuperad västerut, men österut är den bergig. Runt Gömür Mineral Bulagları är det ganska glesbefolkat, med 29 invånare per kvadratkilometer.. Närmaste större samhälle är Şahbuz, 15,4 km väster om Gömür Mineral Bulagları. 
Trakten runt Gömür Mineral Bulagları består i huvudsak av gräsmarker.